# جيمس فرنسيس مكارثي
جيمس فرنسيس مكارثي (بالإنجليزية: James Francis McCarthy)‏ هو كاهن كاثوليكي أمريكي، ولد في 9 يوليو 1942 في ماونت كيسكو في الولايات المتحدة.